# Танагра-короткодзьоб гірська
Тана́гра-короткодзьо́б гірська (Buthraupis montana) — вид горобцеподібних птахів родини саякових (Thraupidae). Мешкає в Андах. Це єдиний представник монотипового роду Танагра-короткодзьоб (Buthraupis). Раніше до цього роду відносили також чорноволих, перуанських і маскових тангар-короткодзьобів, однак за результатами низки молекулярно-генетичних досліджень вони були переведені до відновлених родів Cnemathraupis і Tephrophilus.

## Опис
Довжина птаха становить 21-24 см, вага 69-116 г. Голова і горло чорні, верхня частина тіла яскраво-синя, крила і хвіст темно-сині або синювато-чорні. Нижня частина тіла яскраво-жовта, стегна темно-сині. На грудях з боків є малопомітний чорний "напівкомір". Райдужки яскраво-червоні, дзьоб і лапи чорнуваті. Виду не притаманний статевий диморфізм. Молоді птахи мають більш тьмяне забарвлення. Представники типового півдвиду є найменшими, представники решти підвидів вирізняються формою "коміра" і відтінком верхньої частини тіла. Голос — характерний гучний крик «ті-ті-ті».

## Підвиди
Виділяють шість підвидів:

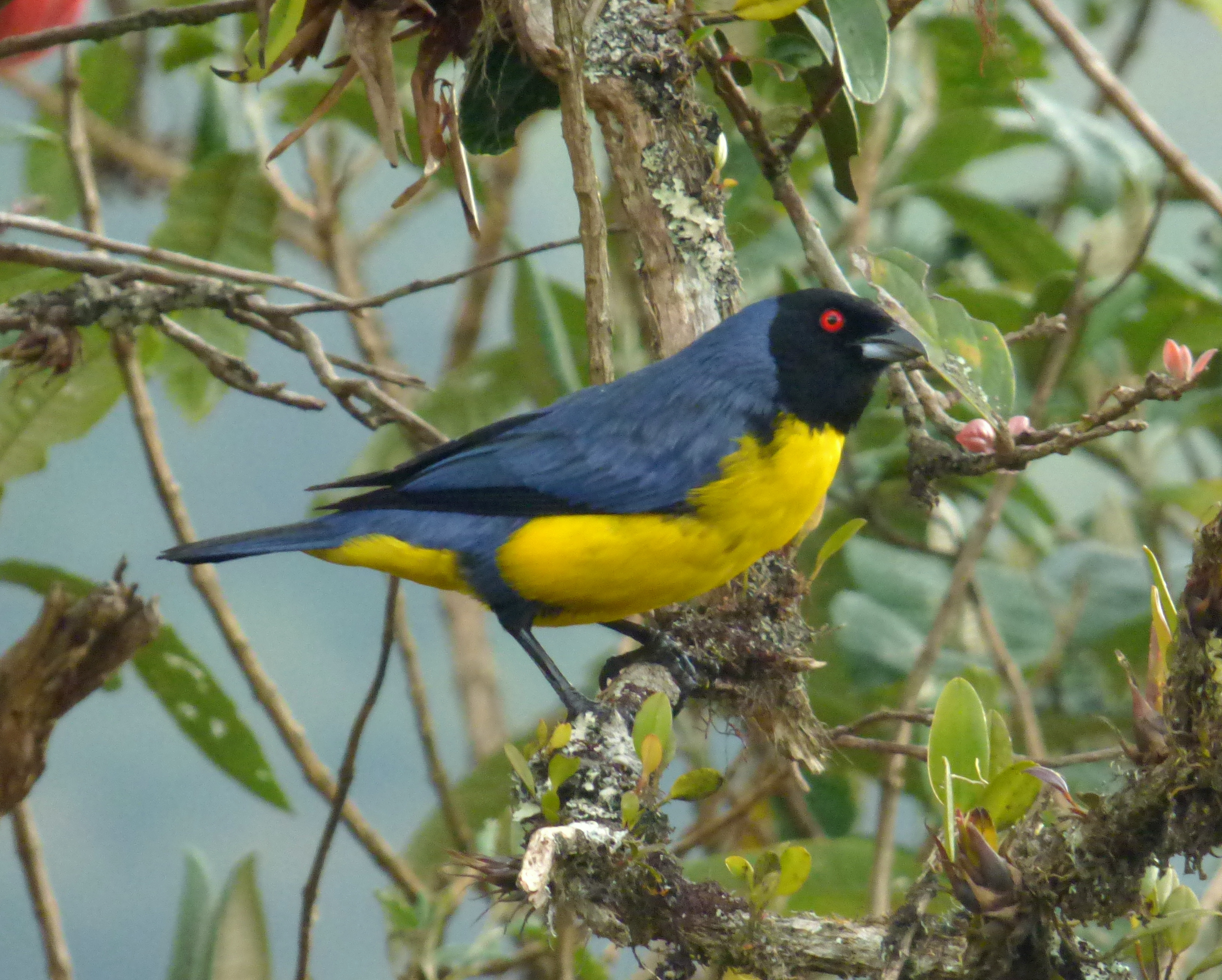
Гірська танагра-короткодзьоб

- B. m. venezuelana Aveledo & Peréz, 1989 — гори Сьєрра-де-Періха на кордоні Колумбії і Венесуели;
- B. m. gigas (Bonaparte, 1851) — Східний хребет Колумбійських Анд і Анди на північному заході Венесуели (Тачира);
- B. m. cucullata (Jardine & Selby, 1842) — Західний і Центральний хребти Анд в Колумбії і Еквадорі;
- B. m. cyanonota Berlepsch & Stolzmann, 1896 — східні схили Перуанських Анд (від Амасонаса до Хуніна);
- B. m. saturata Berlepsch & Stolzmann, 1906 — Анди на південному сході Перу (Куско, Пуно);
- B. m. montana (d'Orbigny & Lafresnaye, 1837) — Анди в Болівії (Ла-Пас, Кочабамба, західний Санта-Крус).

## Поширення і екологія
Гірські танагри-короткодзьоби мешкають у Венесуелі, Колумбії, Еквадорі, Перу і Болівії. Вони живуть в середньому і верхньому ярусах вологих гірських тропічних лісів та на узліссях. Зустрічаються невеликими зграйками від 4 до 8 птахів, на висоті від 1500 до 3200 м над рівнем моря, переважно на висоті понад 1900 м над рівнем моря. Часто приєднується до змішаних зграй птахів разом з касиками і паями. Живляться безхребетними, ягодами і дрібними плодами.